# Il mio pesciolino rosso è cattivo
Il mio pesciolino rosso è cattivo (My Goldfish is Evil!) è un cartone animato canadese ideato da Nicolas J. Boisvert e prodotto da Ghislain Cyr e Steven Majaury. È stato trasmesso da CBC Television nel 2006 e in Italia prima su Rai Sat Smash dal 15 settembre 2008 e poi su Rai Gulp dal 4 agosto 2009.

## Trama
Narra le avventure di Beanie, un bambino che ha acquistato un pesciolino rosso dal nome Mr. Bubbles. Il pesciolino vorrebbe conquistare la città, ma viene ogni volta fermato dal suo padrone.

## Episodi
| Stagione       | Episodi | Prima TV USA | Prima TV Italia |
| -------------- | ------- | ------------ | --------------- |
| Prima stagione | 26      | 2006-2007    | 2008            |

## Personaggi
- Beanie: è un bambino di otto anni che cerca sempre di fermare il suo piccolo pesce rosso cattivo. Doppiato da Sonja Ball (inglese) e Barbara Villa (italiano).
- Mr. Bubbles (Admiral Bubbles): è un pesciolino rosso parlante perfido che cerca sempre di conquistare la città dove vive Beanie, il suo padrone. Doppiato da Stephane Blanchette (inglese) e Francesco De Francesco (italiano).
- Eric: amico di Beanie, è l'unico che crede alla malvagità di Mr. Bubbles. Doppiato da Ian Ingram (inglese).
- Madre di Beanie: ama il pesciolino e non vede mai le cose che fa Mr. Bubbles. Doppiata da Jane Wheeler (inglese) e Alberta Vita (italiano).